# Chloropsis media
Chloropsis media е вид птица от семейство Chloropseidae.

## Разпространение
Видът е разпространен в Индонезия.